# Bacora (peix)

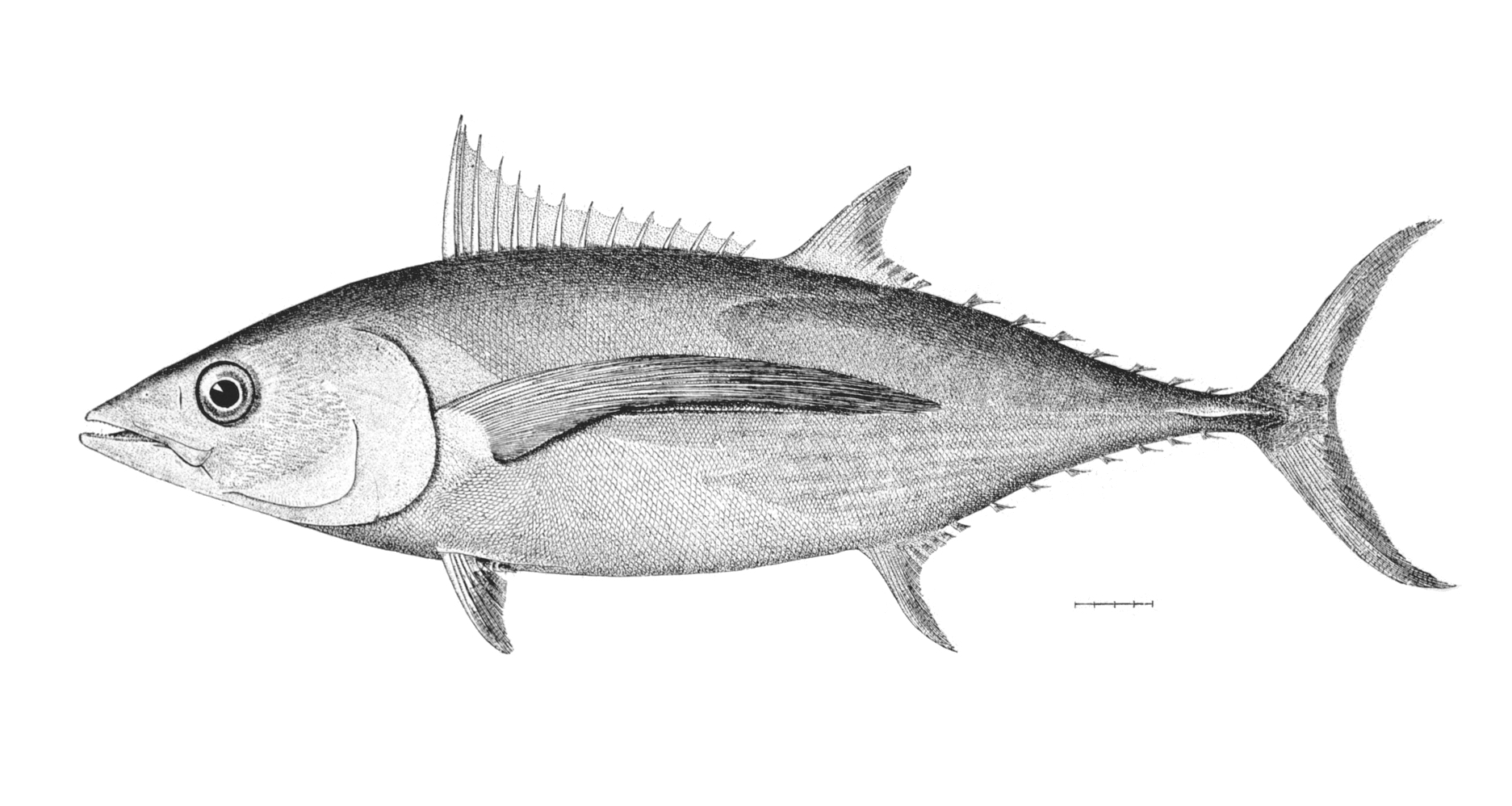
Il·lustració d'una bacora feta als Estats Units al

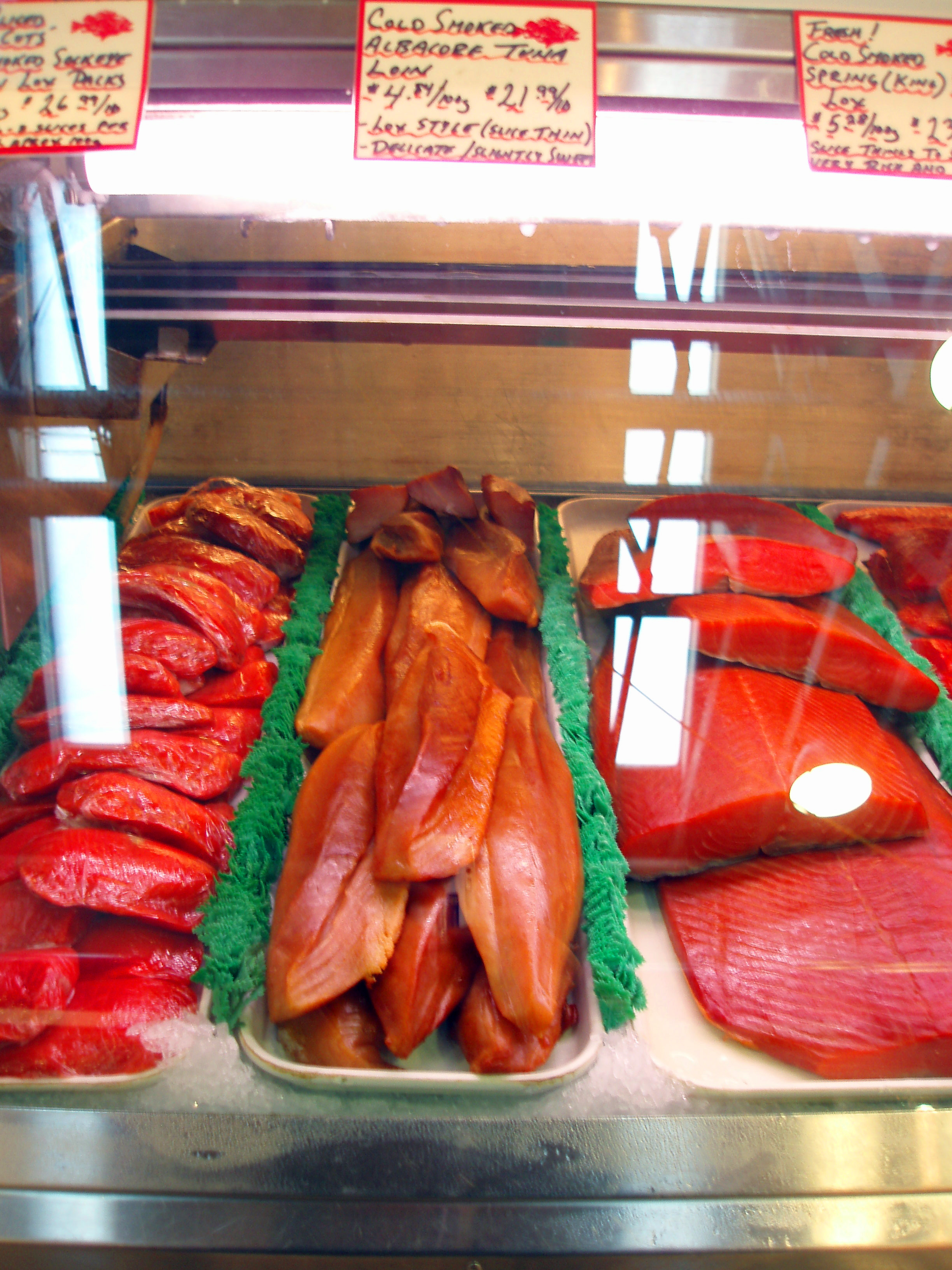
Talls de bacora fumada

La bacora, albacora, bacoreta, ullada, tonyina blanca (Thunnus alalunga) o bonítol del nord és un peix de l'ordre dels perciformes i de la família dels escòmbrids, semblant a la tonyina, però més petit, de cos fusiforme, amb el dors blau fosc i el ventre blanc.

## Morfologia
- Talla: màxima de 127 cm, comuna entre 50 i 100 cm. Cos molt robust, sobretot, a la regió anterior; totalment cobert de petites escates, a excepció d'una cotilla d'escates més grans i desenvolupades a nivell de les pectorals, ventrals i l'origen de la primera dorsal. De 25 a 31 branquispines sobre el primer arc branquial. Dues aletes dorsals separades per un estret interval i que es poden arreplegar en un solc; la segona més baixa que la primera; de 7 a 9 pínnules darrere de la segona dorsal. L'aleta anal amb espines, radis tous i de 7 a 9 pínnules. Les pectorals són molt llargues, ultrapassant la vertical que passa per l'origen de l'aleta anal i de la segona dorsal; amb un apèndix interpèlvic bífid. Bufeta gasosa present. Coloració general blava, més fosca a la regió dorsal. Flancs i ventre més clar amb reflexos argentats; una banda lateral irisada, a tot el llarg dels flancs (animals vius). Primera dorsal groguenca, segona dorsal i anal d'un groc clar. Pínnules anals fosques, amb el marge posterior de la caudal blanc. Carn de color blanc.

## Comportament
Espècie epi i mesopelàgica fins als 100 m, per sota de la termoclina o a temperatures de 17 a 21 °C. Molt bona nedadora, capaç de fer migracions transoceàniques. És molt voraç i s'alimenta de peixos gregaris, crustacis i cefalòpodes.

## Reproducció
Té lloc a l'estiu, de juliol a setembre. La maduresa sexual es dona als 6 anys de vida, quan té uns 85 cm.

## Distribució geogràfica
Es troba a la meitat nord de la Mediterrània occidental i a part de l'oriental (però no a la mar Negra) i als dos vessants de l'Atlàntic (des de Múrmansk i Labrador fins a Sud-àfrica i l'Argentina).

## Pesca
Carn molt apreciada, forma part de la pesca semiindustrial, artesanal i esportiva. Es captura amb diverses modalitats de pesca, com són el palangre de superfície, encerclament, arts de deriva, curricà i pesca esportiva d'altura.